# 카라 (항성)

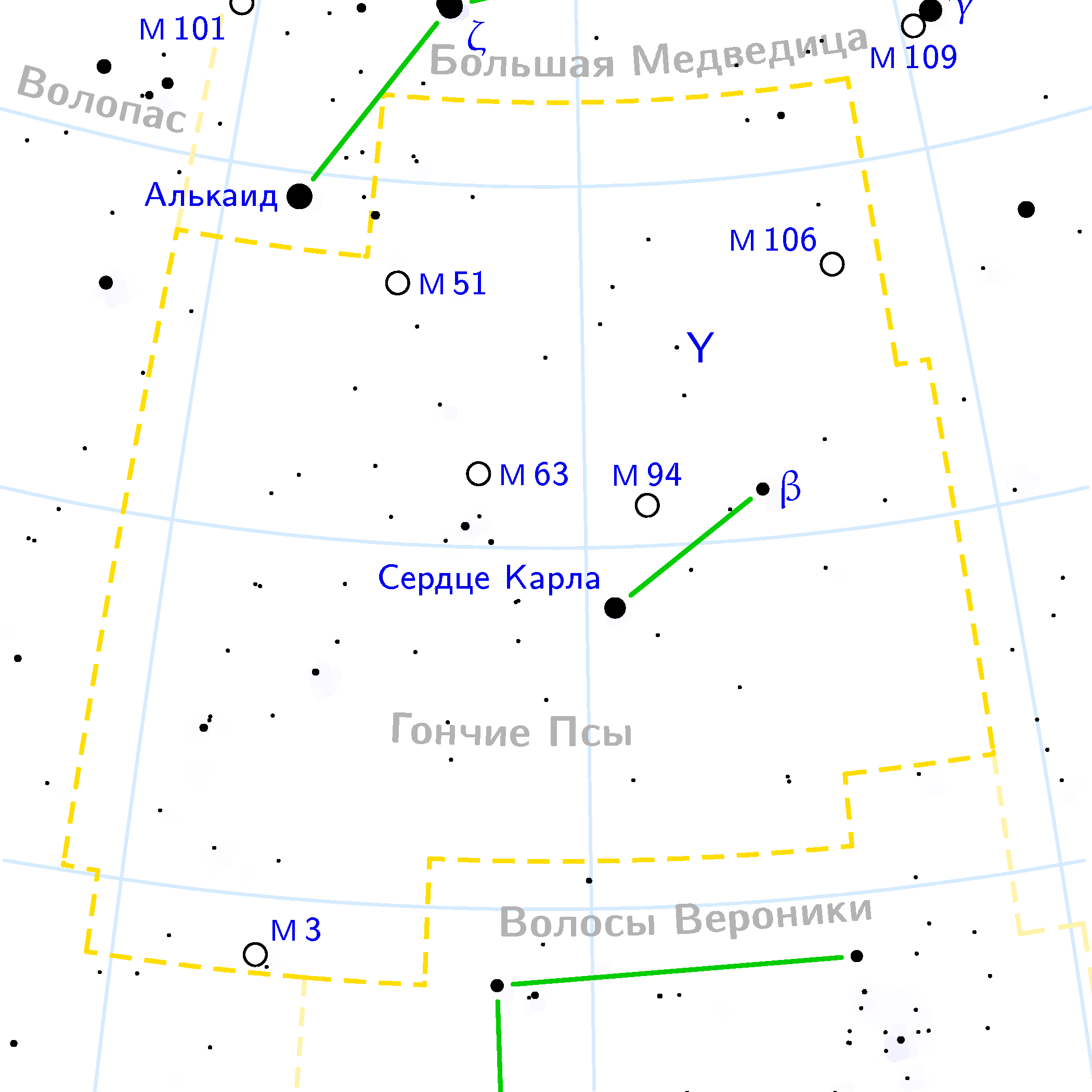

카라(Chara)는 사냥개자리에 있는 황색 왜성이다. 바이어 명명법에 의하면 사냥개자리 베타로 읽는다. 겉보기 등급은 약 4.26 으로 사냥개자리에서 두 번째로 밝은 별이다. 연간 연주시차는 118.49 밀리초각으로 이로부터 계산한 이 별과 지구 사이 거리는 약 27.53 광년이다.
밝은 별인 코르 카롤리(Cor Caroli)와 함께 카라는 이 별자리를 구성하는 사냥개들 중 '남쪽 개'를 이루는 일원이다. 이 별의 고유 명칭은 카라로 원래는 '남쪽 개' 전체를 뜻하는 단어였으나, 이후 이 별 하나만을 일컫는 이름이 되었다. 카라(χαρά)는 그리스어로 기쁨, 즐거움을 뜻한다.

## 관측
카라의 겉보기 등급은 4.26으로 별자리 내에서 두 번째로 밝다. 분광형은 G0 V로 태양과 비슷한 G형 주계열성에 해당된다. 1943년부터 이 별은 G0 V 분광형의 기준별로 지정되었으며 비슷한 다른 별의 분광형을 결정하는 지표로 이용되고 있다. 이 별의 스펙트럼에는 채층에서 단독 이온화된 칼슘(칼슘 II)의 매우 약한 방출선이 발견되며, 이는 비슷한 스펙트럼 현상을 보이는 다른 별들의 표본이 된다.(칼슘 II의 방출선은 항성의 채층 활동을 측정하는 지표가 되며, 쉽게 탐지할 수 있다)
카라는 태양보다 근소하게 중원소 함량이 적다. 이는 헬륨보다 무거운 원소의 함량이 태양에 비해 낮음을 뜻한다. 그러나 이 별은 질량, 밝기, 연령 등 여러 면에서 태양과 비슷하기 때문에, 유사 태양으로 불린다. 물리적으로 카라의 질량은 태양보다 3% 정도 더 무겁고 반지름은 12% 더 크고, 15% 더 밝다.
카라의 우주 속도 요소는 (U, V, W) = (–25, 0, +2) km/s이다. 이 별은 예전에는 분광쌍성으로 여겨졌으나 이후 연구로부터 쌍성임을 입증하지는 못했다. 또한 2005년 이 별 주위에 갈색 왜성 하나가 돌고 있으리라는 기대 아래 관측이 이루어졌으나 관측 당시 천문장비의 민감도 범위 내에서 어떤 동반천체의 증거도 발견하지 못했다.

## 생명체의 존재 가능성
2006년 천문학자 마가렛 턴불은 카라를 외계 문명이 존재할 가능성이 있는 후보들 중 하나로 지목했다. 태양과 비슷한 물리적 특징 때문에 우주생물학자들은 카라를 태양으로부터 32.6 광년 이내 있는 별들 중 우주 생물학적으로 가장 흥미로운 천체 목록에 올려놓았다. 그러나 2009년 기준으로 이 별을 도는 행성은 아직 발견되지 않았다.

## 문화 관련
중국 천문학에서 카라는 태미원의 상진(常陳, 황제의 호위대)을 이루는 6개 별(카라, 사냥개자리 알파, 사냥개자리 10, 사냥개자리 16, 사냥개자리 2, 큰곰자리 67) 중 하나이다. 이 중 카라는 '상진사'(常陳四, 상진 중 네 번째 별)로 표기한다.